# 덴츨링겐

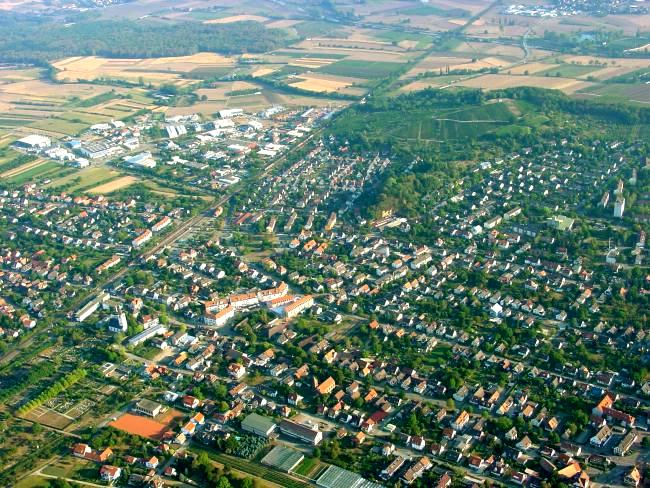
덴츨링겐

덴츨링겐(독일어: Denzlingen)은 독일 바덴뷔르템베르크주에 위치한 도시로 면적은 16.95km2, 높이는 234m, 인구는 13,498명(2015년 12월 31일 기준), 인구 밀도는 800명/km2이다. 라인강 상류와 접하며 슈바르츠발트의 가장자리에 위치한다.

시 문장

## 자매 도시
- 프랑스 생시르쉬르메르
- 이탈리아 치타델라피에베